# 島津奨励賞
島津奨励賞（しまづしょうれいしょう）は、財団法人島津科学技術振興財団が功労者表彰のために2018年に設立した賞である。島津製作所が拠出した基金で成り立っている。
科学計測とその周辺領域での基礎的研究で、近年著しい功績を上げた、国内の研究機関に所属する45歳以下の研究者を国内の各学会の推薦に基づいて表彰する。受賞者は例年三名以下。

## 受賞者
- 2018年 - 杉本宜昭、富田泰輔、西増弘志
- 2019年 - 加藤隆弘、藤井通子、齊藤博英
- 2020年 - 加藤英明 (生物化学者)、関谷毅、花岡健二郎
- 2021年 - 松岡良樹、村山正宜、茂呂和世
- 2022年 - 山本倫久、宮内雄平、相良剛光
- 2023年 - 神谷真子、岩崎渉、中根崇智